# Èvres
Èvres je francouzská obec v departementu Meuse v regionu Grand Est. Žije zde 89 obyvatel.

## Geografie

### Sousední obce
| Růžice kompasu |                 | Foucaucourt-sur-Thabas | Nubécourt        | Růžice kompasu |
| Růžice kompasu | Seuil-d'Argonne | Sever                  |                  | Růžice kompasu |
| Růžice kompasu | Seuil-d'Argonne | Èvres                  |                  | Růžice kompasu |
| Růžice kompasu | Seuil-d'Argonne | Jih                    |                  | Růžice kompasu |
| Růžice kompasu |                 | Vaubecourt             | Pretz-en-Argonne | Růžice kompasu |